# Silver économie
La silver économie (ou économie des séniors) est une notion récente (apparue au début des années 2000) qui désigne l'ensemble des marchés, activités et enjeux économiques liés aux personnes âgées de plus de 60 ans (la silver génération en référence aux cheveux grisonnants argentés — silver — des séniors). Il existe deux visions économiques du sujet, la vision « marché du grand âge », celle des services à la personne, de la santé liée au grand âge, et puis la vision « marché des seniors », les plus de 60 ans qui sont en moyenne plus riches que dans le passé. Le vieillissement de la population est donc considéré comme une occasion de développement économique avec notamment le tourisme, la culture, le commerce de détail (pharmacie notamment,), les services financiers et les services ménagers.

## Contexte
Un constat empirique est que le taux d'épargne tend à croître avec l’âge. Les retraités issus des 30 glorieuses ont une solvabilité moyenne qui n'a jamais été aussi élevée, qui a lancé un début de silver économie, qui pourrait perdurer voire se développer dans le contexte d'une gérontocroissance (c'est-à-dire une hausse du nombre de personnes âgées) inédite dans l'histoire. Cette gérontocroissance est observée, à des échelles différentes, sur presque toute la planète. Elle est induite par l'accroissement de l'espérance de vie et dans certains pays (dont en France) par le phénomène démographique du papy boom. Selon le rapport Bernard[Qui ?] (2013), dans ce contexte, en France notamment, le secteur privé ne s’investit pas pleinement dans cette économie, notamment dans les domaines du médico-social et de la solidarité.
Les seniors sont souvent distingués en tant que consommateurs selon leur état de santé ou de dépendance et selon leur niveau supposé de revenus. On les classe aussi sur l'échelle des extrêmes de revenus avec des seniors très riches ou très pauvres de part et d'autre d'une « mass market ». Un des axes de développement de la silver économie passe par le home care et en particulier dans les maisons de retraites et autres formes d'habitats collectifs de personnes âgées.

## En France
En 2018 ce pays abrite 13 millions de personnes ayant 65 ans ou plus et les prospectivistes pensent que ce chiffre passera à 20 millions vers 2050 (plus du quart de la population). Mais le « ratio de dépendance économique » (c'est-à-dire le nombre de personnes de plus de 65 ans rapporté au nombre de personnes en âge de travailler), en raison de l’arrivée des baby-boomers à l'âge de la retraite, va sans doute passer de 28 % en 2013 à 46 % en 2050 alors même que l’espérance de vie continue à croître : (si la tendance se prolonge, elle passera de 81 ans en 2013 à 86 ans en 2050).
Après la Seconde Guerre mondiale, le Conseil national de la Résistance a lancé un système général des retraites et une reconnaissance juridique, sociale et économique des personnes âgées. Celles-ci bénéficient alors d'une autonomie sociale, économique et familiale qui sera confortée en 1962, grâce au rapport Laroque par des politiques spécifiques de service aux personnes âgées, qui lutteront contre leur isolement et leur fréquente pauvreté, et pour le respect de leur citoyenneté. C'est l'époque des clubs du troisième âge ou des foyers-logements… peu à peu des secteurs de l'économie de service, de la culture et du tourisme se tournent vers cette clientèle.
Dans les années 2010, on prend conscience du défi à relever face au vieillissement de la population, et dans le même temps le monde du marketing cherche à mieux comprendre le vieillissement et ses enjeux commerciaux , et le gouvernement cherche à identifier (pour les lever) les freins au développement de cette filière économique nouvelle. Puis un rapport du commissariat général à la stratégie et à la prospective présente la silver économie comme une nouvelle opportunité de croissance pour la France, à condition que les retraités acceptent d'adopter un « comportement de désépargne ». En 2013 un contrat de filière est signé par les grands acteurs de la silver économie pour en définir les priorités. En 2014 le gouvernement de Jean-Marc Ayrault veut faire de ce secteur un axe stratégique pour les années à venir. Les plus de 60 ans détiendraient en 2010 un patrimoine d'environ 4 241 milliards d’euros et si les tendances de 2010 se prolongent, une hausse de 150 % de la taille de ce marché est attendue (de par la croissance du nombre de seniors de 2010 à 2050 . le CNR (Centre national de référence Santé à domicile et Autonomie) pourrait devenir un centre national de la silver économie . En 2015, une loi (loi du 28 décembre 2015) relative à l’adaptation de la société au vieillissement, portée par Michèle Delaunay (ministre déléguée chargée des personnes âgées et de l’autonomie de 2012 à 2014) est votée.
Aujourd'hui, les acteurs français de la silver économie peuvent se regrouper sur un portail national, le SilverEco, soutenu notamment par la CNAV, la CCI de France, le ministère de l'économie et des finances et le ministère des Affaires sociales et de la Santé. Tous les ans, SilverEco attribue un prix à la meilleure innovation du secteur, dans le cadre des SilverEco and Ageing Well International Awards. Le concours est international. En 2019, trois produits ont été récompensés. Un tapis interactif incitant les séniors à l'exercice, un appareil d'aide à la mobilité dans les escaliers s'inspirant du déambulateur, sorte d'aide-escalier, et enfin une plateforme collaborative intergénérationnelle.

### Jeunes entreprises et silver économie
Dans le sillage de la structuration de la filière, des entreprises (principalement rattachées à l'économie sociale et solidaire) lancent des produits et services. Derrière ces entreprises, beaucoup de jeunes fondateurs.

## Lasilver générationet le numérique
Selon le sociologue Serge Guérin, la silver économie ne doit pas se réduire à l'introduction des technologies numériques ou gérontotechnologies.
À l’heure où le numérique est en pleine expansion et de plus en plus présent dans notre société, les seniors se retrouvent face à de nouveaux outils.
C’est ainsi que l’on peut voir apparaître deux profils distincts :
- Ceux qui veulent se familiariser, qui sont intéressés par ses outils ou encore qui sont poussés par leur famille
- Ceux qui ne veulent absolument pas ou qui ne se sentent pas capable d’utiliser ce genre d’outils

Selon Catherine Gucher, enseignante/chercheuse en sociologie, on voit apparaître la notion de lien social. Les personnes âgées se tournent vers le numérique principalement pour entretenir et garder une relation. Maintenir le lien intergénérationnel est important pour eux et selon Vincent Caradec il serait faux de penser qu’ils sont rétifs au numérique, cela peut devenir une ressource précieuse pour eux. Il faut néanmoins accepter le changement, une certaine remise en cause des routines et habitudes au domicile.
Quatre usages principaux ressortent :
- L’ordinateur de compagnie : l’ordinateur prend la place du familier absent et devient une présence de substitution.
- Le médiateur de distance : moyen d’accès à l’information, outil de communication, aide aux démarches administratives. Réduction de la distance entre soi et les autres & entre soi et le monde.
- Le support d'affiliation : support de maintien dans le groupe famille (dans les échanges) et aussi plus largement support d’affiliation au monde, développement du lien social.
- La clef de divertissement : moyen de se divertir et passer du temps, lutter contre la routine et l’ennui.

Les entreprises numériques d’aujourd’hui[Lesquelles ?] considèrent les personnes âgées comme une vraie cible à prendre en compte, de ce fait on voit apparaître de nouveaux sites, réseaux sociaux, etc. dédiés à eux qui peuvent attiser leur curiosité.
Mais les seniors recourant aux NT[Quoi ?] sont souvent poussés par leurs proches et pour lesquels le support technologique viendra en soutien et en renforcement des relations préexistantes. Il faut beaucoup de détermination pour résister aux membres de la famille et aux professionnels et refuser l’installation de ces technologies.
Certains seniors, en revanche, sont réticents quant à l’utilisation des nouvelles technologies ; ils ne veulent pas, ça ne les intéresse pas, ils ne s’en sentent pas capable… Une multitude de raisons qui alimente le phénomène de l’âgisme.
Dans son étude, Catherine Gucher a proposé à 60 personnes âgées l’installation d’un dispositif numérique (ordinateur, messagerie, système de visiophonie) permettant un renforcement du lien social et une amélioration de la sécurité. À la question de savoir s’ils acceptent cette installation qui pourrait leur faciliter la vie, la grande majorité refuse.
Elle aurait donc fait une liste des freins à l’adhésion des nouvelles technologies.
- Le genre.
- L’appartenance à certaines catégories socio-professionnelles non familiarisées aux nouvelles technologies au cours de la vie.
- L’appartenance à certaines classes sociales.

D’une manière générale, les freins à l’utilisation sont des déterminants socio-économiques.
Une des causes du refus de la part des seniors est aussi l’aspect dépendant que provoque l’utilisation de ces outils, cela engendre un effet dévalorisant. Pour les convertir il faut leur faire accepter le stigmate de la dépendance et de la pauvreté relationnelle de ces outils, tout en étant connecté avec le monde. Les personnes âgées sont très attachées à la relation sociale physique, qui est pour eux la meilleure façon de garder le contact avec quelqu’un.
Les nouvelles technologies sont donc considérées comme support incontournable mais leur adoption par les seniors suppose des compétences et une audace dont ils pensent manquer.

## Lasilver générationet la finance
Les dividendes versés aux grands fonds de pension est un moyen largement utilisé dans les pays anglo-saxons pour financer les retraites des seniors. Les montants manipulés sont en proportion des enjeux. En vertu de ces enjeux et du pouvoir qu'ils leur confèrent ces fonds de pension ont développé des techniques financières pour augmenter les dividendes, que ce soit directement par le rachat massif de leurs propres actions à leur propre bénéfice (et celui des retraités pris en charge), ou bien indirectement par l'effet de levier sur les profits  qui associe les dirigeants aux bénéfices, au détriment des salariés actifs dont un surplus de travail est exigé.
En 2018 le montant des dividendes a atteint un niveau record que ce soit dans le monde ou en France (les médias grand public s’émeuvent en France de ces 51 milliards de dollars versés en dividende à ces fonds). L'enjeu que représente les énormes sommes exigés par le financement des retraites dans le monde anglo-saxon explique vraisemblablement ces niveaux record. Dans cette course la France se positionne comme championne car elle n'impose pas les étrangers sur les dividendes versés, le secteur bancaire se plaçant dans le peloton de tête avec un rendement record (rapport entre le dividende et le cours de bourse).